# Морелл, Бен
Бен Морелл (англ. Ben Moreell; 14 сентября 1892, Солт-Лейк-Сити — 30 июля 1978, Элк-Гров, Калифорния) — начальник Бюро верфей и доков ВМС США и Корпуса гражданских инженеров. Жизнь Морелла, наиболее известного американской публике как отца военно-морского флота «Seabees», охватывает восемь десятилетий, две мировые войны, великую депрессию и становление Соединенных Штатов как сверхдержавы.

## Ранняя жизнь
Морелл родился в еврейской семье 14 сентября 1892 года в Солт-Лейк-Сити, штат Юта. Его семья поселилась в Сент-Луисе, штат Миссури, где он окончил Центральную среднюю школу Сент-Луиса, став лучшим в своем классе, и в 16 лет получил четырехлетнюю стипендию Вашингтонского университета в Сент-Луисе. Получив диплом инженера-строителя в Школе инженеров Маккелви в 1913 году, он поступил на службу в военно-морской флот во время Первой мировой войны. В июне 1917 года он был произведен в лейтенанты младшего класса Корпуса гражданских инженеров ВМФ.

## Первая мировая война
Во время Первой мировой войны он служил на Азорских островах, где познакомился с помощником министра военно-морского флота Франклином Д. Рузвельтом, а затем служил на военно-морских верфях и объектах в Массачусетсе, Гаити, Виргинии и Вашингтоне.

## Межвоенный период
В звании лейтенант-коммандера Морель был направлен в Национальную школу мостов и дорог в Париже для изучения европейской практики военно-инженерного проектирования и строительства. В 1933 году он вернулся в Штаты, чтобы руководить работами, которые в итоге были названы Модельным бассейном Дэвида В. Тейлора в Кардероке, штат Мэриленд.
1 декабря 1937 года президент Франклин Д. Рузвельт выбрал коммандера Морелла на должность начальника Бюро верфей и доков и начальника гражданских инженеров ВМФ. Это повысило Морелла до звания контр-адмирала, хотя он никогда не был капитаном. Морелл предложил построить два гигантских сухих дока в Перл-Харборе и инициировал проекты военно-морского строительства на атолле Мидуэй и острове Уэйк задолго до того, как 7 декабря 1941 года на них начали падать японские бомбы. Доки были построены вовремя, чтобы отремонтировать линкоры, поврежденные в Перл-Харборе, а сооружения на Мидуэе — вовремя, чтобы сыграть стратегическую роль в первой значительной победе военно-морского флота над японскими силами.

## Вторая мировая война
Требования Второй мировой войны к передовым базам, разбросанным по всему Тихому океану, требовали, чтобы строительные бригады могли в любой момент бросить инструменты и взять в руки оружие. Морелл считал, что военизированные военно-морские строительные силы для строительства передовых баз в зоне боевых действий удовлетворят эту потребность. 28 декабря 1941 года он обратился в Бюро навигации с просьбой разрешить ему набрать людей из строительных профессий для назначения в военно-морской строительный полк, состоящий из трех военно-морских строительных батальонов; 5 января 1942 года бюро удовлетворило эту просьбу. 5 марта было получено разрешение на использование строительными батальонами названия «Seabees». Морелл придумал девиз Seabees: Construimus, Batuimus (в переводе с латыни — «Мы строим, мы сражаемся»).
Корпусу гражданских инженеров Мореэлла было поручено командование над организацией, которая впоследствии превратилась в 250 000 человек, построивших объекты на сумму 10 миллиардов долларов для поддержки военных действий. В 1945 году Морелл стал начальником материального подразделения ВМС и по просьбе вице-президента Трумэна провел переговоры по урегулированию общенациональной забастовки работников нефтеперерабатывающих заводов. Когда год спустя правительство захватило охваченную забастовкой битуминозную угольную промышленность страны, Морелл был назначен администратором угольных шахт.
Военное продвижение:
- Июнь 1917 — лейтенант (младший чин) вступил в строй
- Октябрь 1917 — лейтенант (временный)
- Июнь 1925 — лейтенант-коммандер

перешел в класс капитана
- Декабрь 1937 — контр-адмирал
- Февраль 1944 — вице-адмирал
- Июнь 1946 — адмирал

## Поздний период жизни
11 июня 1946 года он стал первым офицером штабного корпуса, получившим звание адмирала, а через три месяца был отправлен в отставку. Он стал третьим американцем еврейского происхождения, получившим звание четырехзвездочного адмирала. Следующие 12 лет Морелл посвятил промышленности, сначала недолго (с октября 1946 по март 1947 года) занимая пост президента «Turner Construction Company», а затем — президента, генерального директора и председателя правления «Jones and Laughlin Steel Company», одного из крупнейших в стране производителей стали.
Морелл писал статьи для «The Freeman», издания Фонда экономического образования, группы, выступающей за свободные рынки и либертарианскую философию.
Морелл был председателем целевой группы по водным ресурсам и энергетике Второй комиссии Гувера, возглавляя комитет из 26 человек с ноября 1953 по июнь 1955 года. Бывший президент Герберт Гувер назвал работу этой целевой группы «самым масштабным и глубоким исследованием водных проблем, когда-либо проводившимся в нашей истории».
Морелл сыграл важную роль в организации «Американцев за конституционное действие» (ACA), национальной беспартийной организации политических действий. Его гражданская позиция и служение стране были подтверждены значительным вкладом в развитие Военно-морской академии. Он был членом совета посетителей (1953—1955) и председателем совета в 1955 году.
Его достижения в качестве председателя Специальной консультативной комиссии по будущему развитию академических объектов сегодня отражены в превосходном учебном комплексе Военно-морской академии.

## Награды
Жизнь Морелла была наполнена достижениями, наградами и заслуженным признанием. Он получил 12 почетных докторских степеней, был избран в Национальную инженерную академию и назван одним из 10 человек, внесших наибольший вклад в развитие методов строительства в США в период с 1925 по 1975 год.
В 1957 году Морелл был награжден медалью Джона Фрица, которую называют высшей наградой в инженерной профессии. Награда вручается каждый год за научные или промышленные достижения в любой области чистой или прикладной науки. Она была учреждена в 1902 году в память о великом инженере, чье имя она носит.
Когда его спросили, какие из его наград значат для него больше всего, он ответил: «Все они очень значимы и глубоко мною оценены. Я принял все с гордостью и смирением». Следующий отрывок из цитаты к медали «За выдающиеся заслуги», врученной в 1945 году за службу во Второй мировой войне, дает мне наибольшее ощущение «хорошо выполненной работы».
«Проявляя большую оригинальность и исключительную способность к смелым инновациям, он вдохновил своих подчиненных на верность и преданность долгу, выдающиеся в военно-морской службе, в результате чего флот получил поддержку в степени и виде, беспрецедентных в истории военно-морской войны».

### Список орденов, знаков отличия и медалей
- Медаль за выдающиеся заслуги с золотой звездой (2 награды)
- Орден «Легион почёта»
- Медаль Победы в Первой мировой войне
- Медаль «За защиту Америки»
- Медаль «За Американскую кампанию»
- Медаль «За Азиатско-тихоокеанскую кампанию»
- Медаль Победы во Второй мировой войне
- Командор, Орден Британской империи
- Командор, Национальный орден Почёта и Заслуг
- Гаитянская медаль Миллитера

## Наследие
Медаль Общества американских военных инженеров (SAME) Морелла названа в честь Морелла. Эта медаль вручается за выдающийся вклад в военное строительство гражданским или военным сотрудником Корпуса гражданских инженеров ВМС США. Впервые эта медаль была вручена в 1955 году.
Морелл был одним из основателей вместе с доктором Сэмюэлем Муром Шумейкером, настоятелем епископальной церкви Кальвария в Шейдисайде (Питтсбург), христианского межконфессионального служения The Pittsburgh Experiment, которое предоставляет духовные ресурсы для деловых, профессиональных и работающих людей. В 1950-х годах перед «Экспериментом» стояла задача «сделать Питтсбург таким же известным благодаря Богу, как и благодаря стали».
В честь Морелла «Seabees» назвали свой кувейтский объект «Кэмп Морелл» — военный комплекс в Кувейте, Юго-Западная Азия. По состоянию на начало 2003 года здесь размещались «Seabees» ВМС США, действующие в Персидском заливе под командованием оперативной группы «Чарли». По состоянию на апрель 2003 года в состав оперативной группы «Чарли» входили «Seabees» из нескольких командований военно-морских строительных сил.
В его честь названа Морелл-авеню в Квантико, штат Вирджиния.
В его честь учебный корпус Школы офицеров Корпуса гражданских инженеров (CECOS) в Порт-Хуэнеме, штат Калифорния, площадью 68 000 кв. футов назван Морелл Холл.
В военно-морском комплексе Норфолка, штат Вирджиния, есть жилой район, названный в честь адмирала Морелла.